# 梁瑜洁
梁瑜洁（LIANG Yu Jie，1985年11月28日—），山西太原人，中国女子体育舞蹈运动员。

## 簡歷
1996年，梁瑜洁開始在广东舞蹈学校學習。2002年，她才開始與同年入學的沈宏開始搭檔及參加比賽；兩個月後，二人即合作贏得第二届全国体育大会专业院校组摩登舞冠军。
2009年，梁瑜洁與沈宏出戰香港东亚运动会體育舞蹈比賽，贏得华尔兹及探戈两枚金牌。

### 亞運會奪金
2010年，梁/沈在澳门举行的亚洲錦標賽上，贏得标准5项舞的冠軍。同年11月，他們又代表中國出戰廣州亞運會，參加體育舞蹈比賽的标准舞-华尔兹及标准舞-探戈兩個項目，奪得兩面金牌的佳績。其中，梁/沈贏得的第二面金牌亦是中国代表团在歷屆亚洲运动会中的第1,000枚金牌。

### 轉戰職業組
2011年，梁/沈開始從業餘組轉戰職業組，並在同年4月首次以職業組的身份，參加中国体育舞蹈公开系列赛的上海站賽事，贏得了职业组标准舞亚军。8月，梁/沈在婚後一周便飛往德国斯图加特出戰第25届德国公开赛，代表中国香港贏得职业新星组标准舞的冠军。

## 個人生活
梁瑜洁與沈宏在广东舞蹈学校是同班同學；在他們贏得全国体育大会专业院校组摩登舞冠軍後，被一起保送到北京体育大学讀書，期間成為了戀人；二人畢業後仍留在該校任教。在贏得亞運金牌後，二人宣佈於翌年結婚；他們於2011年8月11日舉行婚禮，正式結為夫婦。

## 外部連結
- 2010年亚洲运动会中国代表团 - 梁瑜洁 （页面存档备份，存于）